# Tadżykistan na Letnich Igrzyskach Olimpijskich 1996
Tadżykistan na Letnich Igrzyskach Olimpijskich 1996 reprezentowało 8 zawodników – 6 mężczyzn i 2 kobiety. Nie zdobyli oni żadnego olimpijskiego medalu.
Był to debiut reprezentacji Tadżykistanu na igrzyskach olimpijskich

## Skład kadry

### Boks
| Zawodnik         | Konkurencja | 1/16             | 1/8              | Ćwierćfinał      | Półfinał         | Finał            | Finał   | Źródło            |
| Zawodnik         | Konkurencja | Przeciwnik Wynik | Przeciwnik Wynik | Przeciwnik Wynik | Przeciwnik Wynik | Przeciwnik Wynik | Miejsce | Źródło            |
| ---------------- | ----------- | ---------------- | ---------------- | ---------------- | ---------------- | ---------------- | ------- | ----------------- |
| Churszed Hasanow | -54 kg      | Aweda 20-10      | Kovács 3-17      | NQ               | NQ               | NQ               | 9T      | [ 1 ] [ 2 ] [ 3 ] |

### Judo
Mężczyźni
| Zawodnik           | Konkurencja | 1/32             | 1/16             | 1/8              | Ćwierćfinał      | Półfinał         | Repasaż 1        | Repasaż 2        | Finał            | Finał   | Źródło      |
| Zawodnik           | Konkurencja | Przeciwnik Wynik | Przeciwnik Wynik | Przeciwnik Wynik | Przeciwnik Wynik | Przeciwnik Wynik | Przeciwnik Wynik | Przeciwnik Wynik | Przeciwnik Wynik | Pozycja | Źródło      |
| ------------------ | ----------- | ---------------- | ---------------- | ---------------- | ---------------- | ---------------- | ---------------- | ---------------- | ---------------- | ------- | ----------- |
| Rustam Bokijew     | -60 kg      | —                | Chorfi P         | NQ               | NQ               | NQ               | NQ               | NQ               | NQ               | 21T     | [ 4 ] [ 5 ] |
| Chajrullo Nazrijew | -95 kg      | —                | Gómez W          | Guido P          | NQ               | NQ               | NQ               | NQ               | NQ               | 21T     | [ 6 ] [ 7 ] |
| Saidahtam Rahimow  | +95 kg      | —                | Baccino W        | Krieger P        | NQ               | NQ               | NQ               | NQ               | NQ               | 17T     | [ 8 ] [ 9 ] |

### Lekkoatletyka
Kobiety
| Zawodniczka        | Konkurencja | Finał   | Finał   | Źródło |
| Zawodniczka        | Konkurencja | Wynik   | Miejsce | Źródło |
| ------------------ | ----------- | ------- | ------- | ------ |
| Gulsara Dadabajewa | maraton     | 3:09:08 | 61      | [ 10 ] |

### Skoki do wody
Mężczyźni
| Zawodnik      | Konkurencja                  | Eliminacje  | Eliminacje | Półfinał | Półfinał | Finał  | Finał   | Źródło |
| Zawodnik      | Konkurencja                  | Punkty      | Miejsce    | Punkty   | Miejsce  | Punkty | Miejsce | Źródło |
| ------------- | ---------------------------- | ----------- | ---------- | -------- | -------- | ------ | ------- | ------ |
| Siergiej Orin | trampolina 3 m indywidualnie | 162,66 pkt. | 39         | NQ       | NQ       | NQ     | NQ      | [ 11 ] |

Kobiety
| Zawodniczka       | Konkurencja                  | Eliminacje  | Eliminacje | Półfinał | Półfinał | Finał  | Finał   | Źródło |
| Zawodniczka       | Konkurencja                  | Punkty      | Miejsce    | Punkty   | Miejsce  | Punkty | Miejsce | Źródło |
| ----------------- | ---------------------------- | ----------- | ---------- | -------- | -------- | ------ | ------- | ------ |
| Natalija Szlemowa | trampolina 3 m indywidualnie | 180,54 pkt. | 29         | NQ       | NQ       | NQ     | NQ      | [ 12 ] |

### Zapasy
Styl klasyczny
| Zawodnik      | Konkurencja | Runda I          | Runda II         | Ćwierćfinał      | Półfinał         | Finał            | Repasaże Runda I | Repasaże Runda II | Repasaże Runda III | Repasaże Runda IV | Repasaże Runda V | Mecz o 3. miejsce | Pozycja | Źródło |
| Zawodnik      | Konkurencja | Przeciwnik Wynik | Przeciwnik Wynik | Przeciwnik Wynik | Przeciwnik Wynik | Przeciwnik Wynik | Przeciwnik Wynik | Przeciwnik Wynik  | Przeciwnik Wynik   | Przeciwnik Wynik  | Przeciwnik Wynik | Przeciwnik Wynik  | Pozycja | Źródło |
| ------------- | ----------- | ---------------- | ---------------- | ---------------- | ---------------- | ---------------- | ---------------- | ----------------- | ------------------ | ----------------- | ---------------- | ----------------- | ------- | ------ |
| Raul Dgworeli | -130 kg     | Kotok P 0–5      | NQ               | NQ               | NQ               | NQ               | Díaz W 4-2       | Johl W 2-0        | Suzuki P 0-8       | NQ                | NQ               | NQ                | 9       | [ 13 ] |